# Stazione di Hanaizumi
La stazione di Hanaizumi (花泉駅?, Hanaizumi-eki) è una stazione ferroviaria situata nella città di Ichinoseki, nella prefettura di Iwate, ed è servita dalla linea principale Tōhoku della JR East.

## Linee ferroviarie
East Japan Railway Company
■ Linea principale Tōhoku

## Struttura
La fermata è costituita da un marciapiede laterale e uno a isola collegati da sovrappassaggio, con tre binari passanti, di cui due utilizzati dai servizi viaggiatori. La biglietteria è aperta dalle 7:10 alle 12:10 e dalle 12:50 alle 18:10.
| 1 | ■ Linea principale Tōhoku | per Semine, Kogota e Sendai |
| 2 | ■ Linea principale Tōhoku | per Ichinoseki e Morioka    |

## Stazioni adiacenti
| «                       | Servizio                | »                       |
| Linea principale Tōhoku | Linea principale Tōhoku | Linea principale Tōhoku |
| ----------------------- | ----------------------- | ----------------------- |
| Yushima                 | Locale                  | Shimizuhara             |